# Луций Ветурий Крас Цикурин
Вижте пояснителната страница за други личности с името Луций Ветурий Крас Цикурин.
Луций (Спурий) Ветурий Крас Цикурин (на латински: Lucius (Spurius) Veturius SP. F. P. N. Crassus Cicurinus) e политик и сенатор на Римската република през 5 век пр.н.е. Произлиза от фамилията Ветурии, клон Крас Цикурин.
Той става magistrat и е избран през 451 пр.н.е. в първия децемвират на Римската република, в който се създават Законите на дванадесетте таблици.